# Tireuse numérique
Pour les articles homonymes, voir Tireuse.

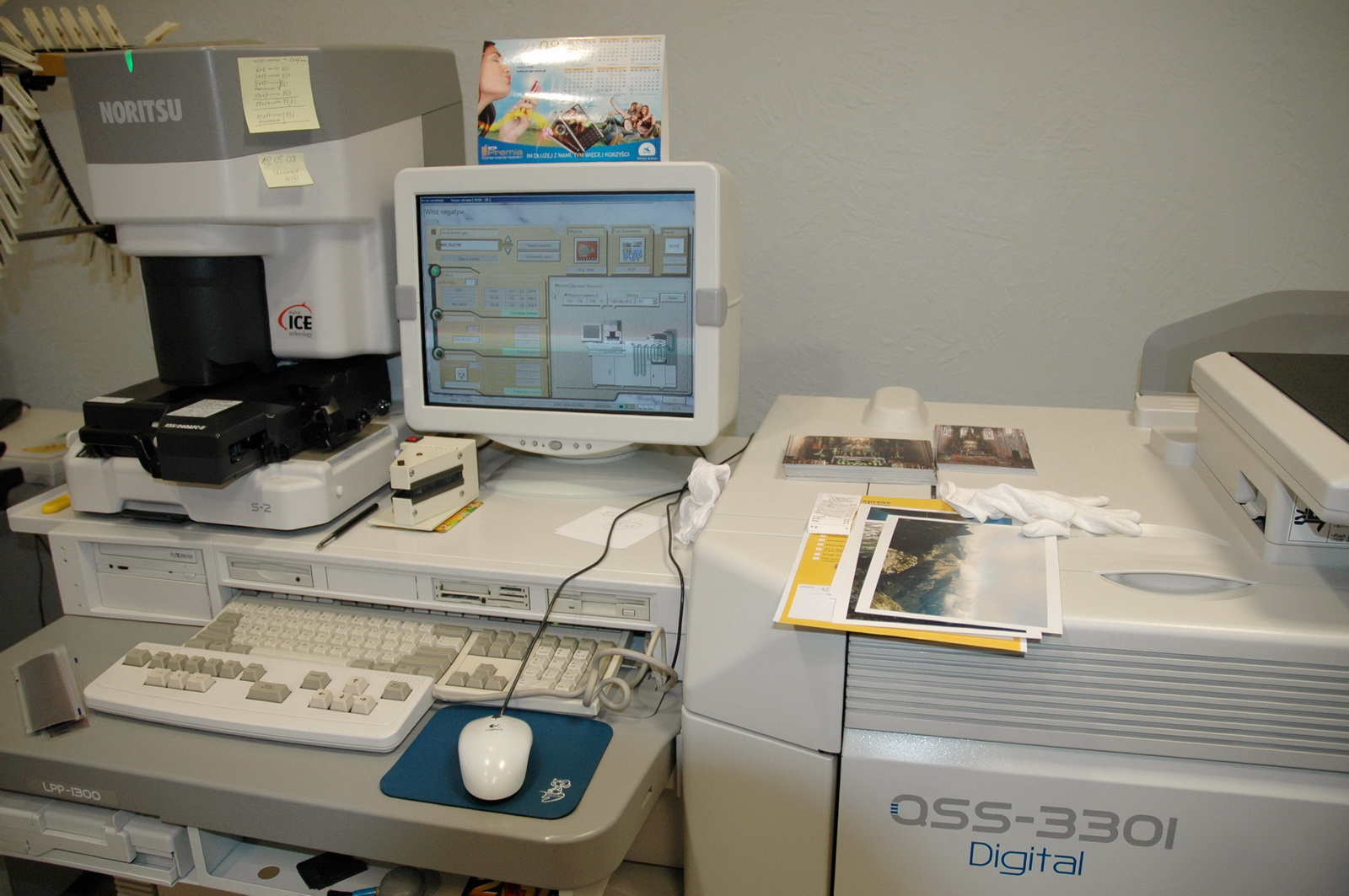
Tireuse numérique Noritsu.

Une tireuse numérique (ou minilab numérique) est un appareil permettant d'insoler à l'aide d'une diode laser des tirages photographiques. Ce type de machine utilise du papier argentique, ce qui impose un développement de celui-ci (révélateur, blanchiment/fixage et stabilisateur).
Des modèles sans chimie existent. Ces modèles utilisent la technique du jet d'encre. Inconvénients : coût du tirage élevé, productivité faible.

## Avantages
- Permet d'effectuer des tirages sur papier photo argentique d'après tous supports films négatifs (135, APS, 120) et positifs, ainsi que des fichiers numériques.
- Ce type de tireuse professionnelle est équipée d'un ou plusieurs logiciels permettant des effets, des recadrages, la création de planche d'identité, mais aussi l'optimisation des images (réduction de bruit numérique, correction des yeux rouges, amélioration de contraste dynamique, etc.).
- Permet une production de grande capacité allant de 500 tirages/heures à plus de 2500 tirages/h, ainsi qu'une grande diversité de formats papiers.

## Désavantages
Sur les premiers modèles, des effets de tramage pouvaient être visibles à l'œil nu.

## Principaux constructeurs
- Noritsu Koki (Japon) (plus de 50 % des actions tenues par la famille Nishimoto, créateur du Minilab).
- Kis (France).
- FujiFilm (Japon) (achète les tireuses chez Noritsu (OEM) et intègre son logiciel).

## Fabricants disparus récemment
- Agfa, Konica, Durst, Gretag.